# 李宗昉 (明朝)
李宗昉（？—1427年），祖籍不详，明朝政治人物。
宣德年间，其以礼部主事跟随柳升征讨安南，后陷入重围战死。